# 霍洛特基
49°39′13″N 26°9′51″E / 49.65361°N 26.16417°E
霍洛特基（羅馬化：Holotky）是烏克蘭的村落，位於該國西部捷爾諾波爾州，由捷尔诺波尔区負責管轄，處於內泰卡河畔，始建於1629年，面積1.5平方公里，2001年人口389。